# Het Instituut
Het Instituut is een Nederlands televisieprogramma van BNNVARA en de NTR dat in 2016 en 2017 werd uitgezonden. Het programma is bedacht door Joep van Deudekom en Rob Urgert die het programma ook presenteerden samen met Sophie Hilbrand. Het programma is opgenomen in de Johan Willem Frisokazerne in Ede en werd vanaf donderdag 20 oktober t/m 8 december 2016 wekelijks uitgezonden op NPO 1 als achtdelige serie. Op 9 februari 2017 werd bekendgemaakt dat er een tweede seizoen van Het Instituut in de maak is. Dit seizoen ging van start op 2 november 2017 en eindigde op 14 december 2017.
Het format is onder andere verkocht aan Netflix dat er een Amerikaanse versie van maakte onder de naam 100 Humans. Ook bestaan er een Deense versie (Deter 100) en een Canadese versie (Le gros laboratoire).

## Structuur
In het programma worden 100 menselijke proefkonijnen een week lang opgesloten en wordt er met deze mensen wetenschappelijk onderzoek gedaan. De 100 deelnemers zijn een doorsnede van de Nederlandse bevolking, van jong tot oud (19 tot 73 jaar), 50 mannen en 50 vrouwen, leveren hun mobieltje in en krijgen een gelijke behandeling in onder andere kleding, eten en slaapplaats. Vervolgens worden de deelnemers in die periode onderworpen aan wetenschappelijke experimenten.
Iedere aflevering heeft een thema waarover de presentatoren Joep van Deudekom en Rob Urgert zich dingen afvragen en graag zouden willen onderzoeken. Alle onderzoeken beginnen bij de vraagstelling die door hen geformuleerd wordt en een onderzoeksmethode om het antwoord op deze vraag op wetenschappelijke wijze vast te stellen. Vervolgens sturen ze (in de meeste onderzoeken) Sophie Hilbrand er op uit om het onderzoek uit te voeren. Achteraf worden de resultaten bekeken en wordt er onder andere de p-waarde bepaald om te kunnen vaststellen of een uitkomst statistisch significant is. 
Ook konden de deelnemers aan de onderzoeken zelf vragen indienen die zij graag onderzocht wilden hebben.

## Seizoen 1
In totaal hebben de onderzoekers in 8 afleveringen 45 onderzoeken met de deelnemers gedaan, verspreid over de thema's:
| Afl. | Datum            | Thema              |
| ---- | ---------------- | ------------------ |
| 1    | 20 oktober 2016  | Testosteron        |
| 2    | 27 oktober 2016  | Discriminatie      |
| 3    | 3 november 2016  | Humor              |
| 4    | 10 november 2016 | Vooroordelen       |
| 5    | 17 november 2016 | Politieke voorkeur |
| 6    | 24 november 2016 | Ruiken             |
| 7    | 1 december 2016  | Generation Games   |
| 8    | 8 december 2016  | overige            |

## Seizoen 2
| Afl. | Datum            | Thema                                      |
| ---- | ---------------- | ------------------------------------------ |
| 1    | 2 november 2017  | Heeft het zin om iemand te martelen?       |
| 2    | 9 november 2017  | Zijn vrouwen al beter dan mannen?          |
| 3    | 16 november 2017 | Hoe maak je van een dubbeltje een kwartje? |
| 4    | 23 november 2017 | Kunnen we de wereld redden met muziek?     |
| 5    | 30 november 2017 | Zijn mooie mensen beter dan lelijke?       |
| 6    | 14 december 2017 | Zijn wij nog steeds kuddedieren?           |